# Super Besse

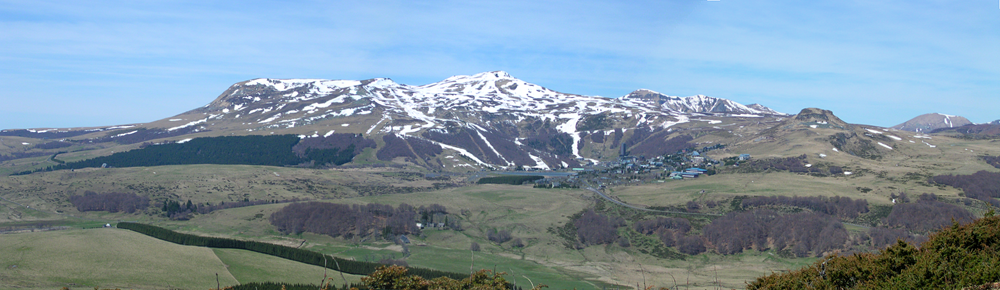
Puy de Sancy mit der Skistation Super Besse

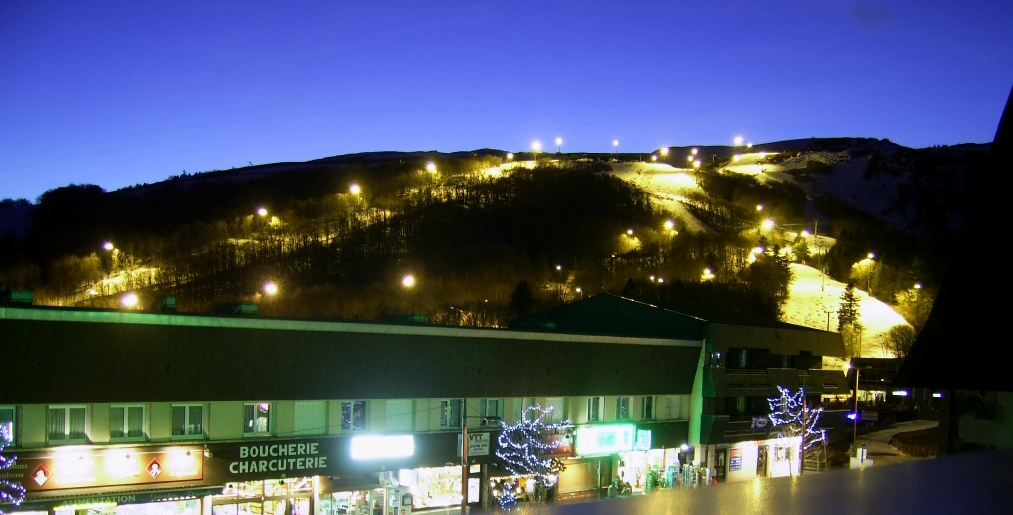
Super Besse bei Nacht

Super Besse ist ein französisches Wintersportzentrum in der Bergregion Monts Dore im Département Puy-de-Dôme, 1961 am Fuße des Puy de la Perdrix erbaut.
Die Talstation liegt auf dem Gebiet der Gemeinde Besse-et-Saint-Anastaise auf einer Höhe von 1350 m am Puy de Sancy. Das Skigebiet umfasst 43 alpine Pistenkilometer und ungefähr 125 Kilometer Langlaufloipen. Im Sommer kann man die hier beginnenden zahlreichen Wanderrouten und Rundwege abgehen.

## Tour de France
Im Jahr 2011 war Super Besse bereits zum vierten Mal nach 1978, 1996 und 2008 Zielort einer Etappe der Tour de France.